# Michel Babatunde
Michel Babatunde (* 24. prosince 1992) je nigerijský fotbalový záložník, od července 2022 hrající za albánský celek KF Laçi. Zúčastnil se Konfederačního poháru FIFA 2013 a juniorského Afrického poháru 2011.